# Astrolabe-Subglazialbecken
Das Astrolabe-Subglazialbecken ist ein durch Gletschereis vollständig überdecktes Becken im ostantarktischen Adélieland östlich des Porpoise-Subglazialhochlands. Es erstreckt sich in nordsüdlicher Richtung und beinhaltet mit einer Dicke von 4700 m eine der dicksten Eismassen in Antarktika.
Seine Ausdehnung wurde mittels Sonarortung im Rahmen eines gemeinsamen Programms des Scott Polar Research Institute, der National Science Foundation und Dänemarks Technischer Universität zwischen 1967 und 1979 ermittelt. Benannt ist es nach der Astrolabe, einem der beiden Schiffe des Polarforschers Jules Dumont d’Urville bei der Dritten Französischen Antarktisexpedition (1837–1840).